# Třída ASEV
Třída ASEV (Aegis system equipped vessels) je perspektivní třída torpédoborců Japonských námořních sil sebeobrany. Jejich hlavním úkolem je posílení protiraketové obrany Japonska. Objednány byly dvě jednotky této třídy. Japonské námořní síly sebeobrany třídu označují i jako „supertorpédoborce“, neboť svou velikostí bude srovnatelná s plavidly čínského typu 055.

## Stavba
V prosinci 2020 japonská vláda schválila akvizici dvou torpédoborců ASEV jako alternativy k pozemnímu systému protiraketové obrany Aegis Ashore. V září 2024 japonské ministerstvo obrany informovalo o objednávce stavby dvou torpédoborců ASEV. Dne 23. srpna 2024 byla podepsán a smlouva s loděnicí Mitsubishi Heavy Industries (MHI) a 18. září 2024 smlouva s loděnicí Japan Marine United JMU). V lednu 2025 americká společnost Lockheed Martin dodala Japonsku první radar AN/SPY-7(V)1 pro torpédoborce této třídy. Stavba torpédoborců začala ve fiskálním roce 2024. Zařazení první jednotky je plánováno na březen 2028 a druhé na březen 2029.
Jednotky třídy ASEV:
| Jméno | Zahájení stavby | Spuštěna | Vstup do služby | Status    |
| ----- | --------------- | -------- | --------------- | --------- |
|       |                 |          |                 | ve stavbě |
|       |                 |          |                 | ve stavbě |

## Konstrukce
Torpédoborec bude vybaven zbraňovým systémem Aegis ve verzi Baseline J7.B, radarem AN/SPY-7(V)1 od společnosti Lockheed Martin, vyhledávacím radarem AN/SPQ-9B, třemi střeleckými radary AN/SPG-62, které navádění řízené střely, systémy elektronického boe AN/SLQ-32(V)6 a trupovým sonarem. Jeho možnosti dále rozšiřuje integrace plavidla do bojové sítě CEC (Cooperative Engagement Capability), která propojuje plavidla a letadla vybavená CEC.
Torpédoborec bude vyzbrojen 127mm kanónem v dělové věži na přídi. Ponese 128 vertikálních odpalovacích sil Mk.41 pro řízené střely, rozdělených do dvou skupin po 64 silech. Jedna baterie se nachází na přídi za dělovou věží a druhá v zadní části nástavby. Integrovány budou například řízené střely ESSM, Standard ERAM (SM-6) a SM-3 Block IIIA a protizemní střely s plochou dráhou letu Tomahawk. Mezi komíny budou uloženy dva čtyřnásobné odpalovací kontejnery pro protilodní střely Typu 12. Na veletrhu vystavený model plavidla dále nese dva 30mm kanóny systému bodové obrany Phalanx CIWS a dvě věžičky s kanóny menší ráže, umístěné po stranách zadního komína. Na zádi je přistávací plocha a hangár pro dva protiponorkové vrtulníky rodiny SH-60 Seahawk. Pohonný systém je koncepce CODAG. Jeho součástí jsou plynové turbíny Rolls-Royce MT30.